# جوش فيشر (كرة سلة)
جوش فيشر (بالإنجليزية: Josh Fisher)‏ مواليد 24 أكتوبر 1980 في واشنطن العاصمة، هو مدرب كرة سلة أمريكي ولاعب معتزل. بدأ مسيرته الاحترافية في سنة 2004. يدرب سي بي مورسيا في الدوري الإسباني لكرة السلة. اعتزل اللعب في 2014.

## المسيرة الاحترافية
لعب مع فالنسيا باسكت في الدوري الإسباني في موسم 2004–2005، ثم لعب مع باسكت سرقسطة 2002 في سنة 2005، ثم لعب مع خيخون لكرة السلة في موسم 2005–2006، ثم لعب مع ريال مدريد لكرة السلة في الدوري الإسباني في سنة 2006، ثم لعب مع سي بي مورسيا في موسم 2006–2007، ثم لعب مع أليكانتي في موسم 2007–2008، ثم لعب مع سي بي غران كناريا في الدوري الإسباني من سنة 2008 إلى 2010، ثم لعب مع ريال مدريد في سنة 2011.

## روابط خارجية
- جوش فيشر على موقع الدوري الإسباني لكرة السلة (الإسبانية)
- جوش فيشر على موقع كرة السلة الأوروبية.كوم (الإنجليزية)
- جوش فيشر على موقع كلية كرة السلة في سبورتس رفرنس.كوم (الإنجليزية)
- جوش فيشر على موقع ريلجم (الإنجليزية)
- جوش فيشر على موقع بروبوليرز (الإنجليزية)
- جوش فيشر على موقع سبورتس رفرنس (الإنجليزية)